# Таврійське (Нікопольський район)
Таврі́йське — село в Україні, в Нікопольському районі Дніпропетровської області. Входить до складу Першотравневської сільської громади. Населення — 269 мешканців. 

## Географія
Село Таврійське знаходиться на березі річки Солона, вище за течією на відстані 0,5 км розташоване село Чистопіль, нижче за течією на відстані 1,5 км розташоване село Мар'ївка. Через село проходить автомобільна дорога Т 0432.

## Історія
До 2017 року орган місцевого самоврядування — Чистопільська сільська рада. 
12 червня 2020 року, відповідно до розпорядження Кабінету Міністрів України № 709-р від «Про визначення адміністративних центрів та затвердження територій територіальних громад Дніпропетровської області», увійшло до складу Першотравневської сільської громади.
19 липня 2020 року, в результаті адміністративно-територіальної реформи і ліквідації Нікопольського району (1923—2020), село увійшло до складу новоутвореного Нікопольського району.

## Населення

### Мова
Розподіл населення за рідною мовою за даними перепису 2001 року:
| Мова       | Кількість | Відсоток |
| ---------- | --------- | -------- |
| українська | 259       | 96.29%   |
| російська  | 9         | 3.34%    |
| білоруська | 1         | 0.37%    |
| Усього     | 269       | 100%     |